# Spirit (альбом Depeche Mode)
Spirit (с англ. — «Дух») — четырнадцатый студийный альбом британской электроник-рок группы Depeche Mode, выпущенный 17 марта 2017 года.  Это был последний студийный альбом Depeche Mode с участием клавишника Энди Флетчера перед его смертью 26 мая 2022 года.

## Предыстория
Вдохновение, лежащее в основе Spirit, возникло из-за их отвращения к политическому климату в Соединённых Штатах и Великобритании. В интервью Vevo Дейв Гаан заявил, что «мы действительно расстроены из-за того, что происходит в мире». В том же интервью, услышав о похвале со стороны альт-правого активиста Ричарда Спенсера, Дэйв Гаан вызвал его и не хотел быть связанным с ним или альт-правым. Depeche Mode в большой степени включили бы их политическое послание в видеоклип к песне «Where’s the Revolution», который представляет группу в очень марксистском стиле.
| Совокупная оценка    | Совокупная оценка |
| Источник             | Оценка            |
| -------------------- | ----------------- |
| AnyDecentMusic?      | 6.6/10            |
| Metacritic           | 74/100            |
| Оценки критиков      |                   |
| Источник             | Оценка            |
| AllMusic             | [ 5 ]             |
| Entertainment Weekly | A−                |
| The Guardian         | [ 7 ]             |
| The Independent      | [ 8 ]             |
| Mojo                 | [ 9 ]             |
| musicOMH             | без оценки        |
| The Observer         | [ 11 ]            |
| Pitchfork            | 6.8/10            |
| Q                    | [ 13 ]            |
| Rolling Stone        | [ 14 ]            |
| Uncut                | 7/10              |

## Global Spirit Tour
11 октября 2016 года группа анонсировала мировой тур Global Spirit Tour в поддержку нового альбома, спродюсированного Джеймсом Фордом. Европейская часть тура начнётся 5 мая концертом в Стокгольме (Швеция) и закончится 23 июля в Клуж-Напока (Румыния). Североамериканская часть тура начинается 23 августа в Уэст-Валли-Сити (США) и заканчивается 28 октября в Эдмонтоне (Канада). Латиноамериканская часть тура начнётся 11 марта 2018 года в Мехико (Мексика) и закончится 27 марта 2018 года в Сан-Паулу (Бразилия).
В России концерты состоялись 13 июля в Санкт-Петербурге и 15 июля в Москве. Прямо во время московского концерта был сделан анонс, что в рамках Global Spirit Tour группа посетит Москву ещё и 25 февраля 2018 года.
17 марта 2017 года группа сделала онлайн презентацию альбома в Берлине при поддержке компании T Mobile. Трансляция велась онлайн на весь мир через Twitter. На концерте были представлены как новые, так и старые композиции.

## Список композиций
Слова и музыка всех песен — написаны Мартином Гором, за исключением отмеченных.
| №                   | Название                          | Автор(ы)                                   | Длительность |
| ------------------- | --------------------------------- | ------------------------------------------ | ------------ |
| 1.                  | «Going Backwards»                 |                                            | 5:43         |
| 2.                  | «Where’s the Revolution»          |                                            | 4:59         |
| 3.                  | «The Worst Crime»                 |                                            | 3:48         |
| 4.                  | «Scum»                            |                                            | 3:14         |
| 5.                  | «You Move»                        | Мартин Гор Дейв Гаан                       | 3:50         |
| 6.                  | «Cover Me»                        | Гаан Петер Гордено [англ.] Кристиан Айгнер | 4:52         |
| 7.                  | «Eternal»                         |                                            | 2:25         |
| 8.                  | «Poison Heart»                    | Гаан Гордено Айгнер                        | 3:17         |
| 9.                  | «So Much Love»                    |                                            | 4:29         |
| 10.                 | «Poorman»                         |                                            | 4:26         |
| 11.                 | «No More (This Is the Last Time)» | Гаан Курт Инала [англ.]                    | 3:13         |
| 12.                 | «Fail»                            |                                            | 5:07         |
| Общая длительность: | Общая длительность:               | Общая длительность:                        | 49:23        |

| №                   | Название                     | Длительность |
| ------------------- | ---------------------------- | ------------ |
| 13.                 | «Cover Me» (Alt Out)         | 4:27         |
| 14.                 | «Scum» (Frenetic Mix)        | 5:26         |
| 15.                 | «Poison Heart» (Tripped Mix) | 4:16         |
| 16.                 | «Fail» (Cinematic Cut)       | 5:38         |
| 17.                 | «So Much Love» (Machine Mix) | 7:20         |
| Общая длительность: | Общая длительность:          | 27:07        |

## Участники записи
Depeche Mode:
- Дэйв Гаан — ведущий вокал
- Мартин Гор — ведущий вокал (треки 7 и 12), гитары, клавишные, синтезаторы, бэк-вокал
- Энди Флетчер — клавишные, синтезаторы, бэк-вокал

Дополнительные музыканты и персонал:
- Джеймс Форд[англ.] — продюсирование и сведе́ние, ударные (треки 1-6, 8-12), педал-стил-гитара (трек 6)
- Matrixxman[англ.] — программирование
- Курт Инала[англ.] — программирование, бас (треки 8 и 11)
- Джимми Робертсон — звукоинженер, инженер сведе́ния
- Коннор Лонг, Оскар Муньос и Давид Шеман — ассистенты звукоинженера
- Брендан Моравски — ассистент звукоинженера, ассистент сведе́ния
- Брайан Люси — мастеринг
- Дэниел Миллер — A&R
- Джонатан Кесслер — менеджмент
- Антон Корбейн — арт-директор, оформление, дизайн (совместно со SMEL (Амстердам))